# Bellegodshuis

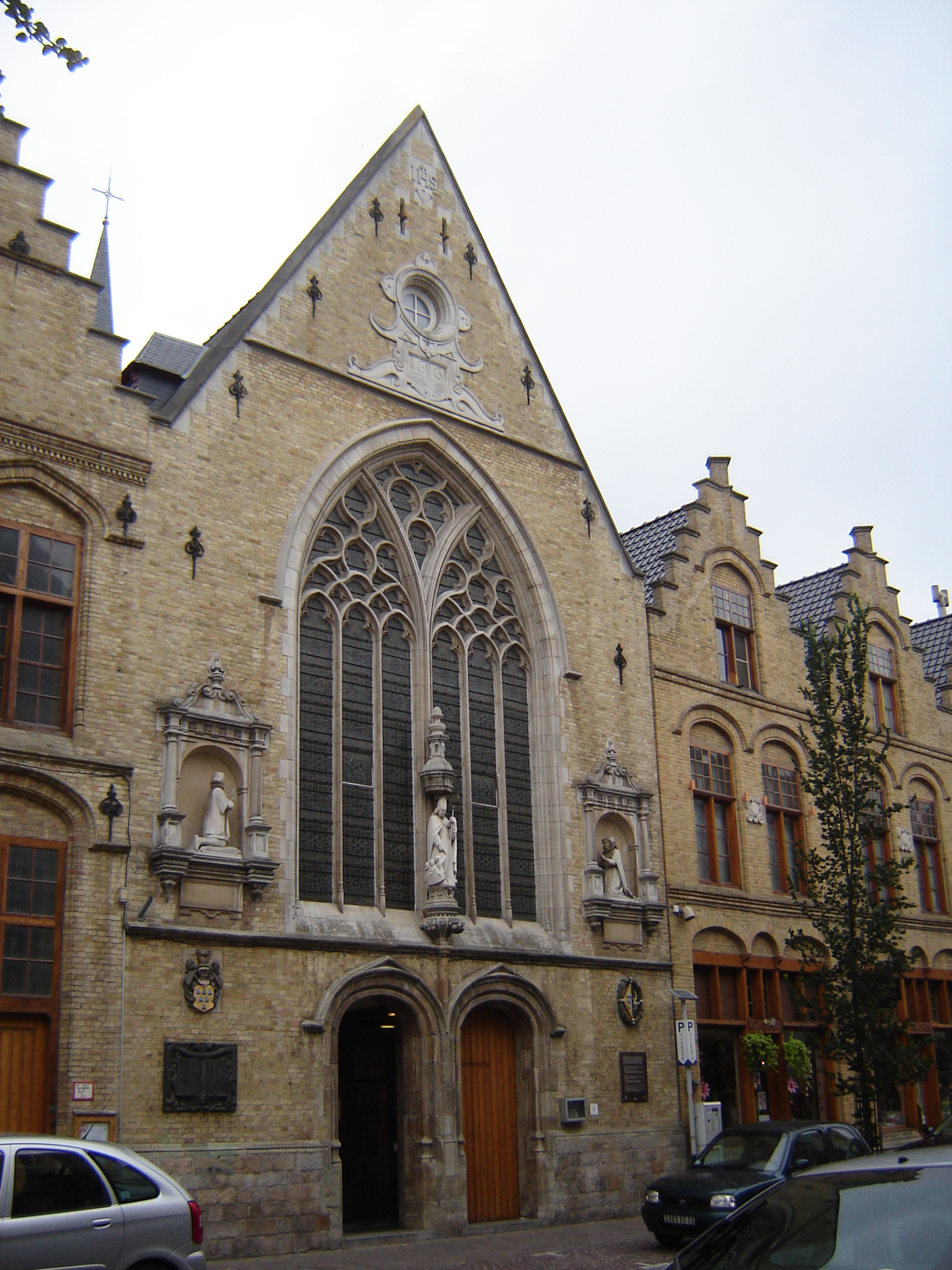
Kapel en gevel van het Bellegodshuis

Het Bellegodshuis is een historisch gebouw in de Belgische stad Ieper. Het gebouw is een voormalig godshuis en huisvestte tot maart 2016 de administratieve zetel van het Ieperse OCMW. Sinds juli 2016 is het gebouw in erfpacht gegeven aan het psychisch revalidatiecentrum Hedera.

## Geschiedenis
Het Bellegodshuis ontstond in de periode 1270-1274. Er werd toen een stichting opgericht met het oog op armenzorg vanwege een crisisperiode van de lakennijverheid in Ieper, toen er een verbod was van export van Engelse wol naar Vlaanderen. In die periode liet Christine van Guînes, dochter van Boudewijn III van Guînes en weduwe van Salomon Belle, haar eigendommen ombouwen voor liefdadige doeleinden. Er kwam een ziekenzaal en een kapel. Het godshuis was een van de belangrijkste hospitalen in de stad gedurende de middeleeuwen. Door giften groeide het steeds verder tot het tegen het eind van de 13de eeuw het volledig huizenblok besloeg. De eerste decennia van de 14de eeuw was de bekende chirurgijn Jan Yperman aan de instelling verbonden. De oude kapel was geheel door het gebouwencomplex omsloten, maar in 1616 werd een nieuwe kapel gebouwd, anders georiënteerd en aan de Rijselstraat gelegen.
Het godshuis bleef onder de voogdij van de familie Belle en de nakomelingen tot het eind van het ancien régime. In 1796 kwam het te vallen onder de Burgerlijke Godshuizen die met bejaardenzorg waren belast.
Tijdens de Eerste Wereldoorlog werd het complex net als de hele stad Ieper verwoest. In de jaren 1920 en 1930 werd het zoveel als mogelijk wederopgebouwd naar de vooroorlogse toestand. In 1925 kwam het in handen van de Commissie voor Openbare Onderstand, de voorloper van het Openbaar Centrum voor Maatschappelijk Welzijn.
Het Bellegodshuis wordt sinds 1940 beschermd als monument.

## Collectie
Tot de collectie van het godshuis behoren talrijke historische stukken uit de collectie van het OCMW, zoals schilderijen, beelden, meubilair, aardewerk en kerkgewaden. De collectie wordt getoond in het Yper Museum, de Sint-Maartenskerk (Ieper)Sint-Maartenskerk of bewaard in Regionaal Erfgoeddepot Potyze. Een van de belangrijke stukken is een werk uit 1420, dat een van de oudste paneelschilderijen in België is. Het beeldt de Heilige Maagd af, met ernaast Yolente Belle en Joos Bryde met hun kinderen, de schenkers van het werk.